# Cerkiew św. Jana Rylskiego w Moskwie (Donskoj)
Cerkiew św. Jana Rylskiego – cerkiew w Moskwie, na terenie dekanatu Dońskiej Ikony Matki Bożej eparchii moskiewskiej miejskiej Rosyjskiego Kościoła Prawosławnego. Jedna z dwóch – obok cerkwi Ikony Matki Bożej „Wszystkich Strapionych Radość” – cerkwi przy szpitalu psychiatrycznym im. N. Aleksiejewa.

## Historia
Cerkiew została otwarta w 1900 jako druga prawosławna świątynia przy szpitalu psychiatrycznym im. N. Aleksiejewa, cztery lata po wyświęceniu pierwszej szpitalnej cerkwi Ikony Matki Bożej „Wszystkich Strapionych Radość”. Była przeznaczona wyłącznie do odprawiania ceremonii pogrzebowych. Autorem projektu budynku był L. Wasiljew, który projektował cały kompleks zabudowań szpitalnych.
Nietypowe wezwanie cerkwi prawdopodobnie odwołuje się do postaci powszechnie szanowanego w Rosji duchownego Jana Kronsztadzkiego, którego świętym patronem był właśnie Jan Rylski.
Cerkiew została zamknięta w latach 20. XX wieku. Pozostawała własnością szpitala, ale nie pełniła dotychczasowych funkcji. Jej wyposażenie uległo całkowitemu zniszczeniu.
Świątynię ponownie otwarto w 1998. Budynek powrócił do pierwotnych funkcji, odbywają się w nim nabożeństwa pogrzebowe. Cerkiew jest niedostępna dla osób spoza szpitala.